# (9795) Deprez
(9795) Deprez (1996 GJ19) – planetoida z grupy pasa głównego asteroid okrążająca Słońce w ciągu 4,96 lat w średniej odległości 2,91 j.a. Odkryta 15 kwietnia 1996 roku.